# Brzeźnica (województwo podkarpackie)
Brzeźnica – wieś w Polsce położona w województwie podkarpackim, w powiecie dębickim, w gminie Dębica.
Miejscowość jest siedzibą parafii Narodzenia św. Jana Chrzciciela, należącej do dekanatu Pustków - Osiedle, diecezji tarnowskiej.
| SIMC    | Nazwa           | Rodzaj    |
| ------- | --------------- | --------- |
| 0818002 | Górka           | część wsi |
| 0818019 | Jamy            | część wsi |
| 0818025 | Kopaliny        | część wsi |
| 0818031 | Szarwark        | część wsi |
| 0818048 | Wały            | część wsi |
| 0818054 | Wielącza        | część wsi |
| 0818060 | Wola Brzeźnicka | część wsi |
| 0818077 | Wólka           | część wsi |
| 0818083 | Zaborowie       | część wsi |

## Historia
Nazwa miejscowości nawiązuje do rosnących niegdyś bujnie w Puszczy Sandomierskiej lasów brzozowych. Jest jedna z najstarszych wsi gminy Dębica. Powstała w XI wieku na dawnym szlaku handlowym biegnącym wzdłuż Wisły i Wisłoki do Bałtyku. Według źródeł historycznych, tutejszy kościół został poświęcony przez bp Stanisława ze Szczepanowa. Dokumenty historyczne poświadczają, że w 1595 roku istniała we wsi szkoła, a w XVIII wieku istniał we wsi szpital. W 1600 roku Stanisław Ligęza wzniósł nowy kościół, który jednakże nie zachował się do dziś. Obecna świątynia została wzniesiona w latach 1905–1906 w stylu neogotyckim.
W czasie II wojny światowej Niemcy na potrzeby poligonu dla SS na wiosnę 1940 roku wysiedlili część mieszkańców wsi oraz jej przysiółków, a także Wielonczę, Kotowrotnię oraz przysiółek Pustkowa - Wólkę Pustkowską.
Podczas dwóch kolejnych pacyfikacji w 1943 roku hitlerowcy wymordowali kilkunastu działaczy PPR i partyzantów Gwardii Ludowej. 12 września 1962 roku ich pamięć uczczono odsłonięciem poświęconej im tablicy.
W 1973 roku Brzeźnica została odznaczona Orderem Krzyża Grunwaldu.
W latach 1954–1972 wieś należała i była siedzibą władz gromady Brzeźnica. W latach 1975–1998 miejscowość administracyjnie należała do województwa tarnowskiego.
Do 30 czerwca 1976 roku miejscowość była siedzibą gminy Brzeźnica.

## Sport
W miejscowości gra klub piłkarski LZS, który w 1995 roku (pod nazwą Chemal) wystąpił w Pucharze Polski.